# Саянски хребет
Саянският хребет (на руски: Саянский хребет) е планински хребет в Южен Сибир, в най-южната част на Красноярски край и северната част на Република Тува, в западната част на планинската система Западни Саяни.
Простира се от югозапад (изворите на река Кантегир, ляв приток на Енисей) на североизток (западния бряг на Саяно-Шушенското водохранилище на река Енисей) на протежение от 180 km. На запад Саянският проход (2214 m) го отделя от хребета Сайли. Максимална височина 2860 m (51°52′30″ с. ш. 90°51′09″ и. д. / 51.875° с. ш. 90.8525° и. д.), разположена в централната му част. Изграден е основно от метаморфни шисти, гранити, порфирити и туфи. От него водят началото си река Кантегир и нейните десни притоци – Болшой Корбай, Ататах, Токмагош, Инсуг и зр, десните притоци на Енисей – Голая, Болшая Ури и др. и десните притоци на река Хемчик (ляв приток на Енисей) – Устю-Ишкин и др. Склоновете му на височина до 1700 – 1800 m са обрасли с кедрово-лиственична-борова тайга.

## Топографски карти
- Топографска карта М-46-А; М 1:500 000[2]
- Топографска карта N-46-В М 1:500 000[3]